# Influenzavirus B
Influenzavirus B es un género de virus de la familia Orthomyxoviridae. La única especie del género es el Virus Influenza B. Son causantes junto a variaciones antigénicas menores de los Influenzavirus A de la gripe estacional (los Influenzavirus C en menor medida).
La estirpe B/Yamagata puede haberse extinguido durante la pandemia de COVID-19.

## Epidemiología
Los Virus Influenza B solo infectan humanos y focas, causando en ellos gripe. Este limitado rango de hospedadores es aparentemente responsable por la ausencia de pandemias de influenza causados por Influenzavirus B, en contraste con los causados por Influenzavirus A, siendo que ambos mutan tanto por cambios menores en el perfil antigénico como por reagrupamiento. Además, el impacto de los Influenzavirus B sobre el hombre se hace menor, en parte porque evolucionan con más lentitud que los Influenza A (aunque más rápidamente que los Influenza C). Sin embargo, el virus muta con suficiente rapidez como para hacer imposible la instalación de una inmunidad duradera. También consta de una 500 proyecciones morfológicamente

## Morfología
La cápside del Influenza B es envuelta, mientras que el virión consiste en una envoltura, una proteína matricial, una compleja nucleoproteína, un nucleocápside y un complejo de polimerasas. En ocasiones es esférico y a veces filamentoso. Consta de unas 500 proyecciones superficiales compuestas por hemaglutinina y neuraminidasa.

## Genoma
El genoma del virus Influenza B tiene 14 648 nucleótidos de longitud y consiste en ocho segmentos de ARN lineal, de cadena simple y polaridad negativa. El genoma multipartita es encapsulado, cada segmento en un nucleocápside por separado, y dichos nucleocápsides rodeados por una envoltura.